# جکی تریل
 جکی تریل (انگلیسی: Jackie Trail؛ زاده ۲۶ نوامبر ۱۹۸۰) یک تنیس‌باز اهل ایالات متحده آمریکا است.